# Муртеница
Муртеница  је највећи масив (гребен) планине Златибор произилази из мањег али познатијег златиборског масива Чигота, обухвата југо-источни део Златибора пружа се од Борове главе из које поред Муртеничког масива (јужни део Златибора) произилази и Торнички масив (источни Златибор) он обухвата села Доброселицу Јабланицу и Стубло,а Муртеничка област је територија од Чиготе до реке Увац. Покривена је боровом и брезовом шумом,то је уједно и најшумовитији део Златибора у подножју Муртенице су златиборска села Љубиш, Негбина, Драглица, Јасеново, Кућани, Бурађа и Бијела Ријека (Горња и Доња). Највиши врх Муртенице је Бријач са 1480 m надморске висине који је други врх Златибора по висини после Торника. Административно Муртеница спада данас својим већом делом у оквире општине Нове Вароши раније је била у саставу златиборског среза тј. тзв (велике општине Чајетина која је постојала све до 1958 године.) Те године јужни део Златибора је одвојен декретом тадашњих власти од матичне општине Чајетина, и припојен Новој Вароши као и северни Златибор (Креманска област) која је административно додељена Ужицу. Муртеницу називају још и Горњи Златибор.